# El tren de la libertad
 (mars 2023).
La mise en forme du texte ne suit pas les recommandations de Wikipédia : il faut le « wikifier ».
Les points d'amélioration suivants sont les cas les plus fréquents. Le détail des points à revoir est peut-être précisé sur la page de discussion.
- Les titres sont pré-formatés par le logiciel. Ils ne sont ni en capitales, ni en gras.
- Le texte ne doit pas être écrit en capitales (les noms de famille non plus), ni en gras, ni en italique, ni en « petit »…
- Le gras n'est utilisé que pour surligner le titre de l'article dans l'introduction, une seule fois.
- L'italique est rarement utilisé : mots en langue étrangère, titres d'œuvres, noms de bateaux, etc.
- Les citations ne sont pas en italique mais en corps de texte normal. Elles sont entourées par des guillemets français : « et ».
- Les listes à puces sont à éviter, des paragraphes rédigés étant largement préférés. Les tableaux sont à réserver à la présentation de données structurées (résultats, etc.).
- Les appels de note de bas de page (petits chiffres en exposant, introduits par l'outil «  Source ») sont à placer entre la fin de phrase et le point final[comme ça].
- Les liens internes (vers d'autres articles de Wikipédia) sont à choisir avec parcimonie. Créez des liens vers des articles approfondissant le sujet. Les termes génériques sans rapport avec le sujet sont à éviter, ainsi que les répétitions de liens vers un même terme.
- Les liens externes sont à placer uniquement dans une section « Liens externes », à la fin de l'article. Ces liens sont à choisir avec parcimonie suivant les règles définies. Si un lien sert de source à l'article, son insertion dans le texte est à faire par les notes de bas de page.
- La présentation des références doit suivre les conventions bibliographiques. Il est recommandé d'utiliser les modèles {{Ouvrage}}, {{Chapitre}}, {{Article}}, {{Lien web}} et/ou {{Bibliographie}}. Le mode d'édition visuel peut mettre en forme automatiquement les références.
- Insérer une infobox (cadre d'informations à droite) n'est pas obligatoire pour parachever la mise en page.

Pour une aide détaillée, merci de consulter Aide:Wikification.
Si vous pensez que ces points ont été résolus, vous pouvez retirer ce bandeau et améliorer la mise en forme d'un autre article.
El tren de la libertad (Le train de la liberté en Français) est un mouvement en défense des droits sexuels et réproductifs des femmes et contre la réforme de la Loi de l'avortement en Espagne qu'il a terminé le 1 de février de 2014 à une massive manifestation à Madrid en demandant la retraite de l'avant-projet de loi de l'avortement présenté par le Ministre de Justice Alberto Ruíz Gallardón et en réclamant sa démission, en plus de défendre la loi de l'avortement en vigueur du.
La protestation a été une initiative qu'il a surgi aux Asturies de la Tertulia Féministe Las Comadres et l'organisation Mujeres peur la Igualdad de Barredos, s'y ont additionné nombreuses organisations de femmes, organisations féministes et entités impliquées en la lutte par les droits sexuels et réproductifs de toute l'Espagne louant des trains et bus par participer à l'acte central de la convocation de Madrid, aussi a été appuyée par des partis de l'opposition et syndicats.
La manifestation a commencé à la Promenade du Prado et il a parcouru le chemin vers le Congrès de Députés où un groupe de représentants féministes a livré le manifeste "Pour que je décide" écrit par le docteur en philosophie Alicia Miyares aux revendications de la mobilisation au registre du Congrès à nom du président de Gouvernement, à celui du Congrès, à la ministre de Service de santé, Ana Mato, et au ministre de Justice, Alberto Ruiz Gallardón.
En la mobilisation du El tren de la libertad y ont participé dizaines de milliers de personnes et il s'est considéré comme la majeure manifestation féministe de l'histoire d'Espagne (jusqu'à 2015),.
Des manifestations ont également été appelées de support en plusieurs capitales européennes (Édimbourg, Rome, Paris, le Luxembourg) et latino-américaines (Buenos Aires).
Le développement de la protestation a été ramassé en le documentaire, Yo decido. El Tren de la Libertad auquel ont participé plus de 80 cinéastes et professionnels du monde audiovisuel, dont  Gracia Querejeta, Ángeles González-Sinde, Icíar Bollaín ou Isabel Coixet.
En 2010 le gouvernement socialiste commencé par José Luis Rodríguez Zapatero a réalisé une réforme de la loi de l'avortement approuvée par le Congrès de Députés le 19 de décembre de 2009, qu'il a dépénalisé l'interruption volontaire de la grossesse pendant les premières 14 semaines,. La loi est entrée en vigueur le 5 de juillet de 2010 et il a substitué la Loi Organique 9/1985. Le Partido Popular a présenté le juin de 2010 un recours devant le Tribunal Constitutionnel et dans son programme électoral de 2011, il a inclus la modification de la nouvelle loi,,.
Après deux ans de polémique et reports, le 20 de décembre de 2013 le gouvernement du Partido Popular dirigé par Mariano Rajoy a approuvé une nouvelle loi considérée par les spécialistes de la santé et du droit comme la plus restrictive de la démocratie, qu'il a appelée la loi pour la protection de la vie des femmes enceintes et des droits des femmes enceintes. À la suite de la procédure légale pour entrer en vigueur, le projet devait être soumis à divers rapports et débats parlementaires. Le nouveau projet connu sous le nom de "loi Gallardón" a été directement rejeté par le PSOE, l'IU, l'UPyD, l'ERC et le PNB, ainsi que par les organisations féministes qui n'ont pas renoncé à leur réclamation contre la modification de la loi,.
La manifestation du El tren de la libertad a été conçue lors d'un repas entre militantes et amies féministes, le 26 décembre 2013 à Gijón, avec des membres de la Rencontre entre Amies féministes Les Comadres et l'organisation Femmes pour l'égalité de Barredos. L'idée initiale était, a expliqué Begoña Piñero, présidente de Las Comadres, de marcher des Asturies à Madrid en suivant l'exemple des mineurs. Finalement l'idée du train fut décidée et baptisée "El tren de la libertad". Au cours des jours suivants, ils ont acquis 150 billets de train pour Madrid, le maximum autorisé par Renfe, des lieux couverts quelques jours après l'appel et ont transféré la proposition aux réseaux féministes en Espagne qui ont soutenu l'initiative.

## "Pour que je décide"
La philosophe féministe Alicia Miyares, membre du Rassemblement féministe Las Comadres, est l'auteur du texte "Parce que je décide" que le 1 de février de 2014 s'est livré en le registre du Congrès de Députés dirigé au président du Gouvernement, Mariano Rajoy, et aux ministres de Justice et Service de santé, Alberto Ruiz Gallardón et Ana Mato.
Le texte dit :
« Depuis l'autonomie morale, je n'accepte pas d'imposition ou interdiction quelque en ce que concerne à mes droits sexuels et réproductifs » « Me nie à être soumise à des marchés dégradants, ingérences arbitraires et tutelles coactives en ma décision d'être ou ne pas être mère ». Invoque la « liberté de conscience » et il considère « cyniques » les qui est-ce qui « font appel la liberté par la restreindre » et « malveillants » les qui est-ce qui « veulent imposer à tous ses principes de vie en se basant sur inspirations divines ». « Me nie à accepter une maternité forcée et un régime de tutelle qu'il condamne les femmes à la minorité d'âge sexuel et réproductive ». « Suis démocrate et j'accepte les règles de jeu que partionen droits de péchés et loi de religion. Aucune plupart politique, par très absolue que ce soit, est légitimée par convertir les droits en des délits ». La réflexion parie par des lois que « ils avantagent l'autonomie morale et ils garantissent la pluralité et diversité d'intérêts ». Et, en cette idée, exige « qu'il se maintienne l'actuelle loi », en référence à la loi de 2010.

## Développement de la manifestation

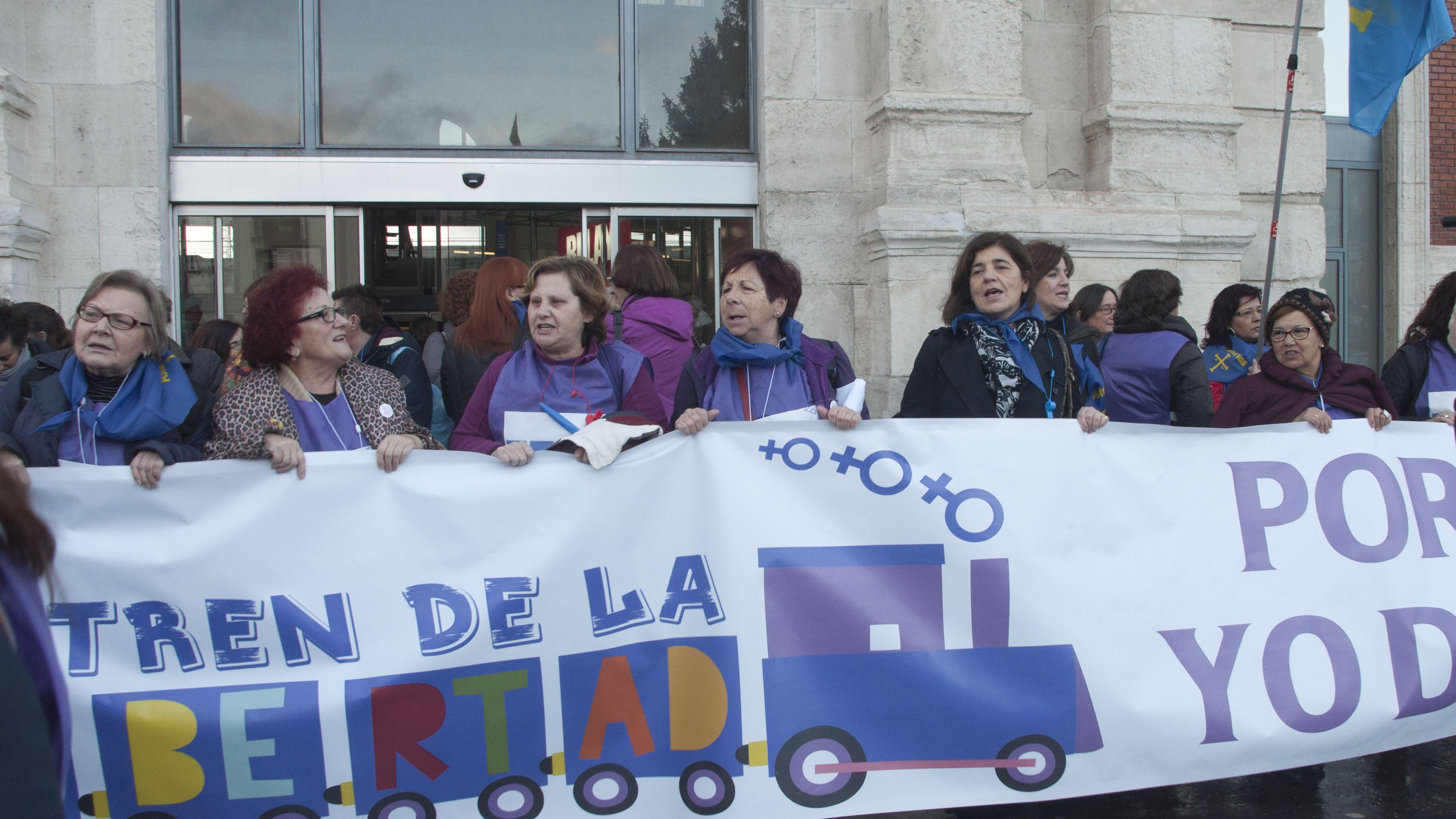
Valladolid reçoit le El tren de la libertad comme arrêt sur le chemin de Madrid.

Au train initial d'Asturies à Madrid, s'y ont additionné wagons depuis beaucoup de lieux d'Espagne. À première heure du matin du 1 de février sont arrivés convois depuis les Asturies, l'Andalousie, les Canaries, la Catalogne, Communauté Valencienne, Castille-La Manche, Extrémadure, la Galice, Murcia et le Pays basque, à laquelle s'y a additionné une délégation française à des activistes d'une dizaine d'organisations.
À la fin de la manifestation une délégation de 10 femmes a enregistré au Congrès de Députés, le document "Parce que je décide".

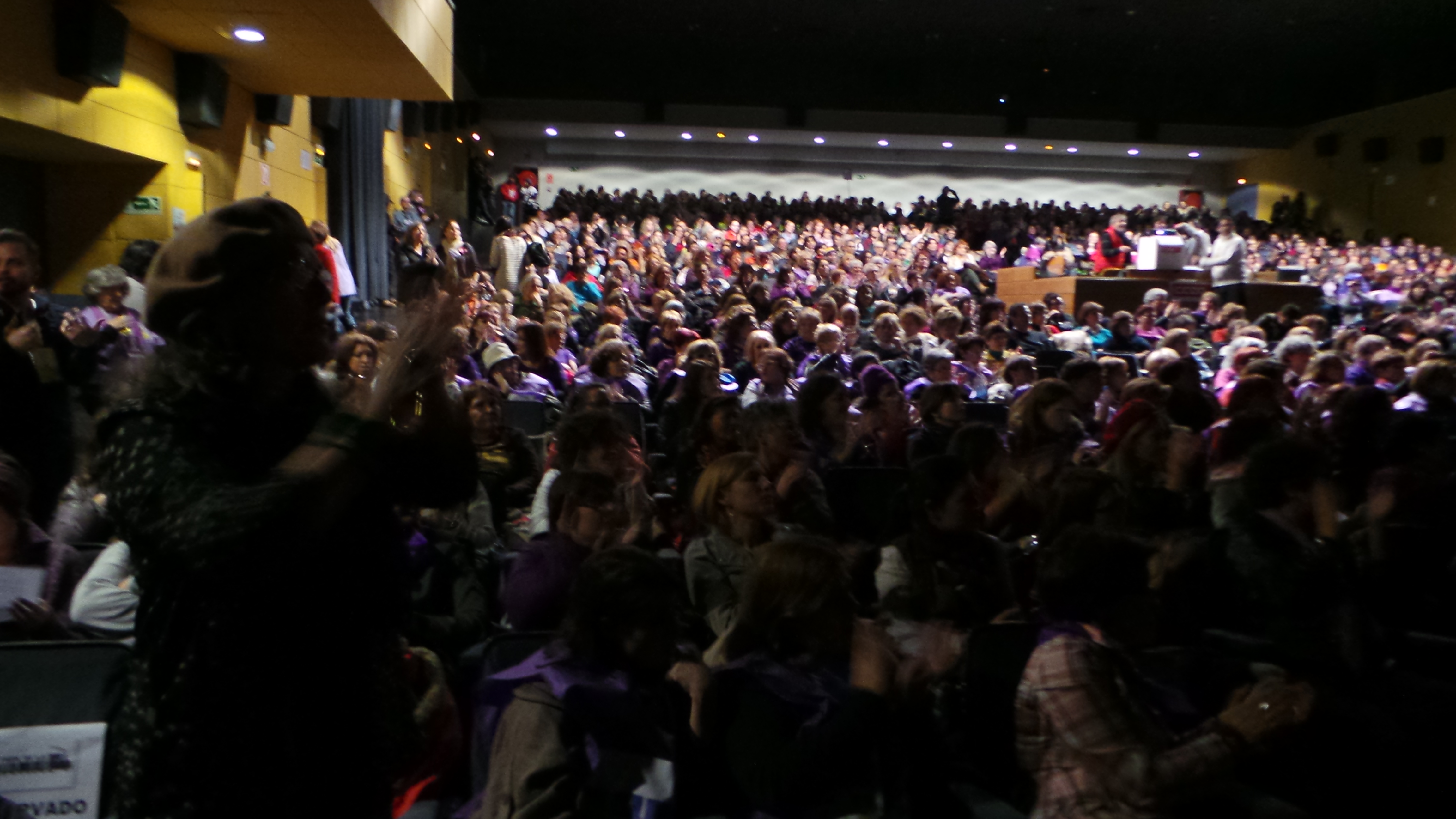
Assemblage de "El tren de la libertad". Auditorie Marcelino Camacho de Madrid

Dans l'après-midi, l'assemblée du El tren de la libertad a été organisée à l'Auditorium Marcelino Camacho de Madrid, à laquelle ont participé des représentants des différentes délégations qui se sont rendues à Madrid.
La convocation a eu écho en différentes capitales européennes, où aussi se vanfer manifestations : Paris, Rome, Londres, le Luxembourg, Édimbourg. Ont détaché les mobilisations en France où se sont célébrés manifestations en une vingtaine de villes entre elles Bordeaux, Marseille, Nantes, Strasbourg ou Toulouse convoquées par plus de 80 associations féministes, partis politiques et syndicats. En le manifeste de la convocation de Paris, en laquelle a été présente l'alors candidate à la mairie Anne Hidalgo. S'est dénoncé "l'attaque du Gouvernement espagnol" contre les droits des femmes, "le refus à accepter le droit des femmes à disposer sur son corps, l'insistance à considérer à ses citoyennes incapables de décider par elles-mêmes" Aussi a eu écho en Amérique Latine, spécialement en Argentine où s'est secondé la protestation à Buenos Aires.

## Conséquences

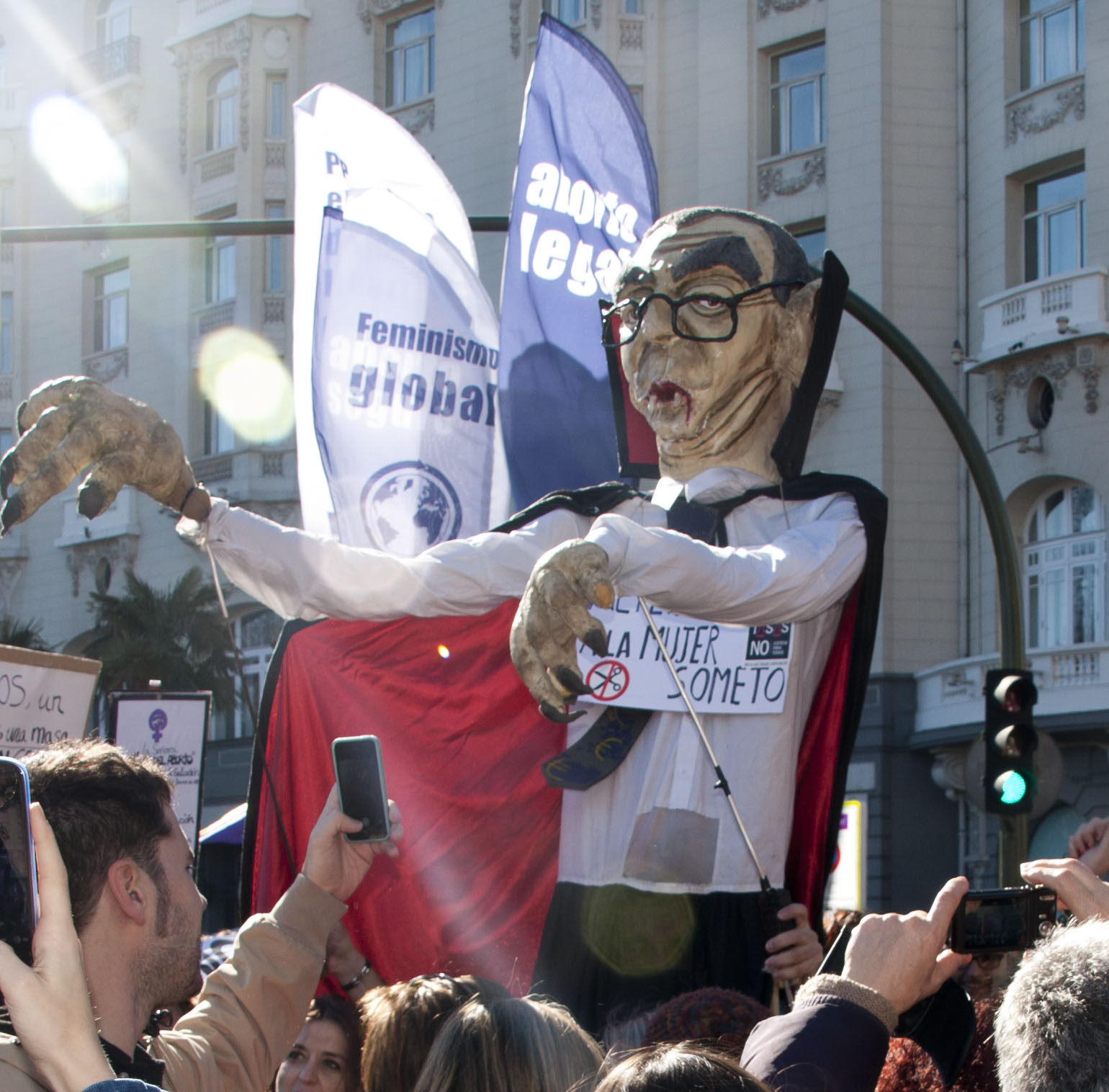
Le ministre Gallardón a été blanc de critiques. Ses prétentions lui ont coûté le poste

Le 23 septembre 2014, le président du gouvernement, Mariano Rajoy, a confirmé le retrait du projet de loi organique pour la protection des enfants conçus et les droits de l'enfermement, préparé par le ministère de la Justice, pour n'avoir pas trouvé un consensus suffisant pour sa continuité.
À peine quatre heures après l'annonce du président, le ministre de la Justice, Alberto Ruiz-Gallardón, a annoncé lors d'une conférence de presse sa démission en tant que ministre. Il a également démissionné de son siège de député et de la direction du Parti populaire.
Le 9 de septembre de 2015 le plein du Sénat a approuvé une réforme de la loi de l'avortement seul à l'alinéa rapporté aux mineures de 16 et 17 ans par empêcher qu'ils puissent interrompre sa grossesse sans le consentement paternel ou de ses tuteurs.
Lors des élections législatives de 2015, le Parti populaire a décidé de ne pas inscrire la réforme de la loi sur l'avortement dans son programme électoral. Selon des sources du PP lui-même recueillies par les médias, la raison en était des divergences internes et une éventuelle perte de voix.
Un parc de la localité asturienne de Barredos, une des localités en lesquelles s'est causé la manifestation, il a reçu le nom de Train de la Liberté. L'initiative de nommer ainsi au parc a été reconnue par le Plein extraordinaire de sa mairie, en continuant aux votes de PSOE et IU et l'abstention de Forum. Le PP a voté contre.
Depuis janvier de 2016 aussi Gijón a un parc appelé "Jardins du Train de la Liberté". La décision a été approuvée par le Plein Municipal de la Mairie le 13 de janvier comme nouvelle appellation de l'espace libéré à la barrière ferroviaire connu populairement comme "le solarón".

## Réactions

### Réactions des partis politiques
Comme réponse à la manifestation, le ministre de Justice, Alberto Ruiz-Gallardón, il a confirmé à Valladolid, heures après la manifestation de Madrid, son intention de porter jusqu'à la fin la réforme de la loi contre laquelle protestait la manifestation:
"Vous avez mon engagement personnel qu'il n'y aura ni un cri ni une insulte qui amènera ce ministre à abdiquer l'engagement de se conformer au programme de réglementation des droits des femmes et des enfants à naître."

« Vous avez mon engagement personnel qu'il n'y aura ni un cri ni une insulte qui amènera ce ministre à abdiquer l'engagement de se conformer au programme de réglementation des droits des femmes et des enfants à naître. »

Le leader du PSOE, Pedro Sánchez, par sa bande a remercié aux collectifs de femmes, les professionnels et les femmes socialistes sa mobilisation contre la loi. La députée du PSOE en la Junte Générale de la Principauté d'Asturies Adriana Llastra a qualifié l'initiative comme la première marée violette d'Espagne, en la comparant à la marée blanche qu'il a arrêté la privatisation du service de santé madrilène.

### Réactions de l'église catholique
Juan Antonio Reig Plà, évêque d'Alcalá d'Henares va compara la manifestation du Train de la Liberté aux trains d'Auschwitz, en lesquels se calcule qu'ils se sont assassinés plus d'un million de personnes. Les déclarations se sont diffusés revers du web de l'évêché.

« Ce train, comme ceux d'Auschwitz qui ont conduit à un camp de la mort, devrait s'appeler, non pas El tren de la libertad mais le train de la mort, de l'Holocauste le plus infâme : la mort directe et délibérée d'enfants innocents à naître. »

En octobre 2014, la représentation légale du El tren de la libertad a annoncé le dépôt d'une plainte pénale pour diffamation contre l'évêque pour ces propos. La plainte a été soutenue par des plateformes citoyennes et financée par une campagne de Financement participatif.

## Documentaire
La mobilisation du 31 de janvier et 1er février 2014 est resté attachée en le documentaire Yo decido. El tren de la libertad (42 min) étrenné le 10 de juillet de 2014 de façon simultanée en presque 90 villes espagnoles.
200 heures d'enregistrement ont été réunies par une équipe de quatre-vingts réalisatrices. Il y avait aussi des unités d'enregistrement à Paris (Laura del Sol), Amsterdam, Rome, Buenos Aires ou Édimbourg,.
La iniciativa fue impulsada por la crítica de cine y socióloga Pilar Aguilar quien le propuso a la directora Chus Gutiérrez apoyar el desafío del mundo cinematográfico. El proyecto terminó con la movilización de cerca de ochenta mujeres cineastas que se involucraron, escribieron el guión y editaron el documental.
Entre les cinéastes qu'ils ont collaboré en le projet, groupées sous le nom de Collectif de femmes cinéastes contre la réforme de la loi sur l'avortement, il y a Gracia Querejeta, Ángeles González-Sinde, Icíar Bollaín, Isabel Coixet, Goeorgina Cisquella, Teresa Font, Elisa Coll, Amparo Fortuny, Esther García, Alba Sotorra, Carla Subirana et Virginia Yagüe, au support du Asociación de mujeres cineastas y de medios audiovisuales (CIMA).
Le documentaire a été financé à travers le financement participatif.